# The Legend of Zelda: Majora's Mask
The Legend of Zelda: Majora's Mask (ゼルダの伝説: 時伝説 ムジュラの仮面 Zelda no Densetsu: Mujura no Kamen?, lit. «La Leyenda de Zelda: La Máscara de Majora») es un videojuego de acción-aventura de 2000 desarrollado y publicado por Nintendo para la Nintendo 64. Fue el segundo juego de The Legend of Zelda que utilizó gráficos 3D, después de Ocarina of Time (1998). Diseñado por un equipo creativo liderado por Eiji Aonuma, Yoshiaki Koizumi y Shigeru Miyamoto, Majora's Mask se completó en menos de dos años. Presenta gráficos mejorados y varios cambios en el juego, pero reutiliza elementos y modelos de personajes de Ocarina of Time, lo que los creadores del juego llamaron una decisión creativa necesaria por limitaciones de tiempo.
La historia tiene lugar meses después de Ocarina of Time, momento en el que Link llega a un mundo paralelo llamado Termina, y se ve envuelto en una búsqueda para evitar que la luna se estrelle dentro de tres días. El juego presenta conceptos de juego que giran en torno a un ciclo de tres días que se repite perpetuamente y el uso de varias máscaras que transforman a Link en diferentes personajes. A medida que el jugador avanza en el juego, Link aprende a tocar numerosas melodías en su ocarina, que le permiten controlar el flujo del tiempo, abrir pasajes ocultos o manipular el entorno. Característica de la serie Zelda, completar el juego implica navegar con éxito a través de varias mazmorras que contienen complejos acertijos y enemigos. Majora's Mask requiere el complemento Expansion Pak para Nintendo 64, que proporciona memoria adicional para gráficos más refinados y mayor capacidad para generar personajes en pantalla.
Majora's Mask obtuvo elogios universales de la crítica y es considerado uno de los mejores videojuegos jamás creados. Recibió elogios por su diseño de niveles, historia y dirección de arte surrealista, y se destacó por su tono y temas más oscuros en comparación con otros títulos de Nintendo. Si bien el juego solo vendió aproximadamente la mitad de copias que su predecesor, generó un culto sustancial. El juego se volvió a lanzar como parte de The Legend of Zelda: Collector's Edition para GameCube en 2003 y para los servicios en línea de Wii, Wii U y Nintendo Switch. En 2015 se lanzó una nueva versión mejorada para Nintendo 3DS, The Legend of Zelda: Majora's Mask 3D.

## Modo de juego
El modo de juego se centra en repetir el ciclo de tres días y en el empleo de varias máscaras, algunas de las cuales permiten a Link transformarse en distintos seres. Este aprende a tocar varias melodías con su ocarina, consiguiendo así una variedad de efectos como controlar el paso del tiempo o abrir pasajes hacia los cuatro templos, que contienen retos que el jugador debe superar.
Majora's Mask fue bien recibido por parte de la crítica, que destacó la originalidad del sistema de los tres días, la mejora en los gráficos y la gran profundidad de su historia. En 2010, Gamefaqs realizó una encuesta para elegir a los mejores juegos de la década del 2000-2009, en la que The Legend of Zelda: Majora's Mask consiguió ocupar la primera posición.

### Máscaras y transformaciones
Las máscaras son un aspecto fundamental del juego y forman parte de la mayoría de misiones secundarias; conceden a Link diferentes efectos mágicos para realizar acciones específicas, además de ser necesarias para acceder o completar los templos principales. La precuela Ocarina of Time ya introdujo este concepto mediante un encargo opcional del Vendedor de Máscaras Felices. En Majora's Mask la idea se expande con un total de veinticuatro diferentes —aunque solo ocho son indispensables para terminar la historia—, incluyendo las máscaras Deku, Zora y Goron, que permiten a Link transformarse en miembro de dichas razas. Cada una presenta habilidades únicas: con la primera puede lanzar burbujas, ataques giratorios y rebotar sobre superficies acuáticas; siendo Goron es posible rodar, dar puñetazos, precipitarse con fuerza y caminar sobre lava, y al adoptar el aspecto de Zora se permite bucear libremente, lanzar aletas a modo de bumerán y emplear la electricidad bajo el agua.
Las máscaras que usa Link y sus tres transformaciones causan reacciones diferentes en los personajes no jugables (PNJ). Por ejemplo, si el protagonista adopta la forma de Deku los guardias no le permitirán salir de Ciudad Reloj al no poseer ningún arma, con el casco de capitán los esqueletos Stalchild dejarán de ser hostiles y al convertirse en Zora podrá tomar el rol del recién fallecido Mikau, reunirse con sus seres queridos y tocar en su banda. Otros accesorios conceden beneficios situacionales, como es el caso de la capucha de conejo, que aumenta la velocidad del personaje, o la careta de piedra, que hace invisible a Link ante ciertos enemigos.
La mayor parte de estos objetos se adquieren en lugares y momentos específicos o como recompensas de misiones secundarias. Siguiendo este esquema, la careta explosiva se obtiene en Ciudad Reloj entre la medianoche y la una de la madrugada del primer día tras ayudar a una anciana atracada por un ladrón, de forma similar a la careta de Kamaro, que se consigue al norte de la ciudad en unas estructuras de piedra durante la noche del primer y segundo período. Otras, en cambio, se adquieren en tiendas tras ciertas condiciones a cambio de rupias. Una vez el protagonista posea las veintitrés y complete los desafíos de los cuatro niños en la luna podrá conseguir el accesorio más poderoso del juego, la máscara de la Fiera Deidad, que le otorga más fuerza, resistencia y poder mágico en la espada. Esta solo se puede emplear en batallas contra jefes y está basada en el modelo de Link adulto de Ocarina of Time, aunque difiere en los colores y patrones de las texturas.

### Ciclo de tres días
Majora's Mask impone un límite de tres días (72 horas) a cada partida, lo que equivale a unos 54 minutos en la realidad. Un reloj en pantalla marca el paso de las horas e indica el período en curso; cuando quedan 6 horas para el final aparece un cronómetro en tiempo real del juego. Link puede regresar a las seis de la mañana del primer día al tocar la Canción del Tiempo en su ocarina. En caso de no hacerlo antes de cumplirse las 72 horas, la luna caerá y destruirá Términa, en tanto que el protagonista perderá el progreso de esa iteración. Viajar al pasado guarda los mayores avances de forma permanente, como los mapas, máscaras, músicas y armas. Por otra parte, los puzles resueltos, llaves de mazmorras y objetos menores se perderán, así como las rupias no guardadas en el banco. La gran mayoría de PNJ no recordarán haber conocido a Link.
Durante el ciclo de tres días, muchos personajes secundarios actúan según horarios fijos que Link puede seguir gracias al cuaderno de los Bomber. Este registra las misiones de veinte individuos que necesitan la ayuda del protagonista, como una niña que cuyo rancho es atacado por fantasmas o una pareja que el héroe logra reunir. Las barras azules de la libreta indican la disponibilidad de los personajes para una interacción y los iconos muestran los objetos conseguidos, entre ellos máscaras. Las intervenciones de Link en un ciclo no son hechos aislados y afectan a diferentes eventos. Por ejemplo, si detiene a un ladrón durante de la primera noche no podrá conseguir la máscara de Kafei, necesaria para la misión de la pareja. El paso del tiempo en cada día también provoca sucesos mutuamente excluyentes: si se entrega una carta a una madre que busca a su hijo desaparecido, el cartero local no recibirá la orden de abandonar el pueblo y pese a su miedo permanecerá ante la inminente caída de la luna, ya que huir «no está escrito en el horario».

## Sinopsis

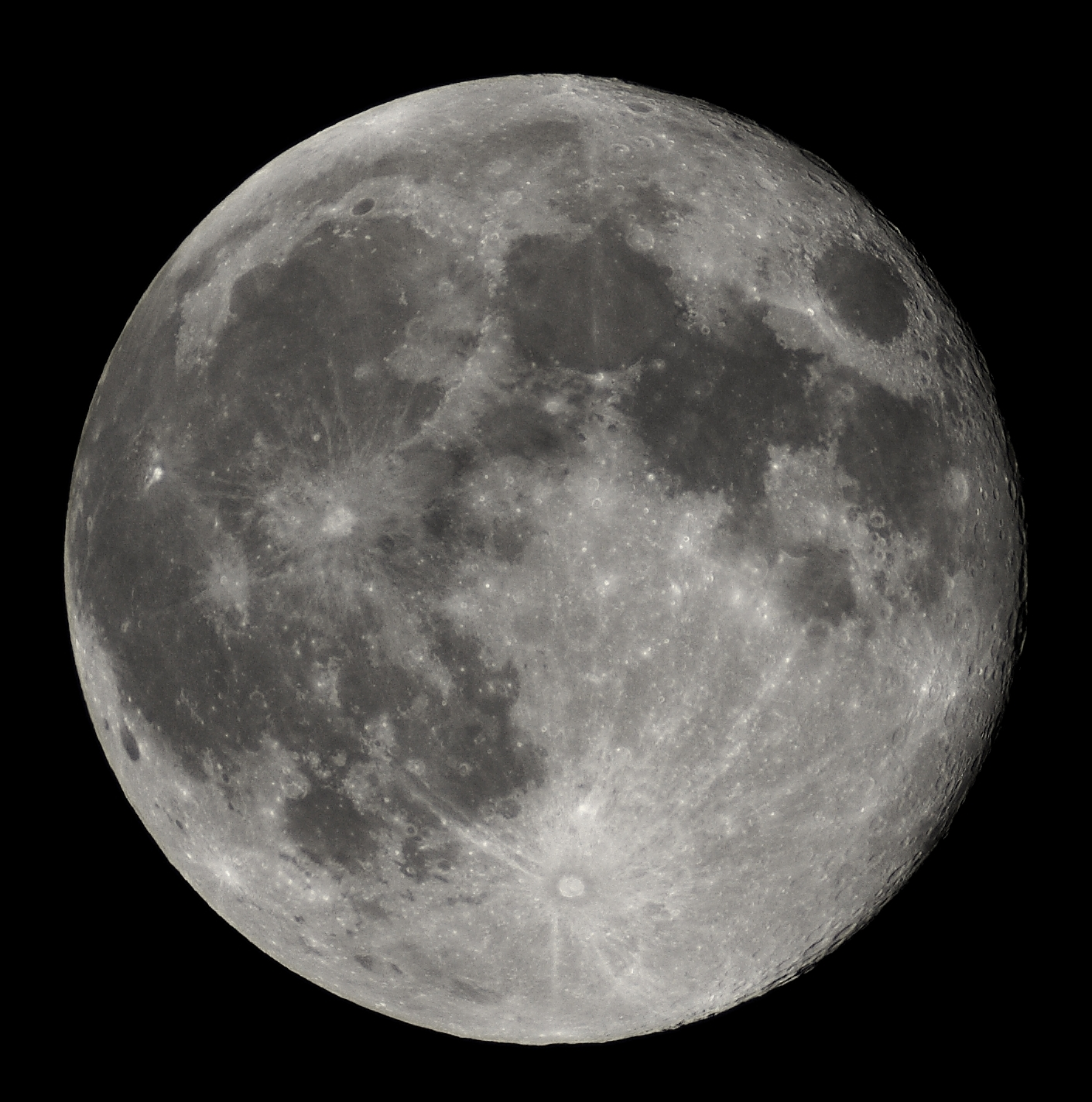
La luna es un elemento representativo del videojuego

Majora's Mask comienza con Link (el Héroe del Tiempo) cabalgando a su yegua, Epona, a través de los Bosques perdidos después de los eventos ocurridos en The Legend of Zelda: Ocarina of Time. Link, que tras volver a su época original partió en un viaje en busca de su hada Navi. (La cual se marchó en el Templo del Tiempo, luego de cumplir con la promesa que le hizo al Gran Árbol Deku de ayudar a Link en su travesía por Hyrule). Mientras continúa su viaje, Link es asaltado por un enmascarado Skull Kid junto a dos hadas hermanas, Taya y Tael, que le roban la Ocarina del Tiempo y se llevan a Epona. Link los sigue y acaba cayendo por un profundo agujero oscuro, en un claro guiño a la obra literaria de Lewis Carroll:  "Las aventuras de Alicia en el país de las maravillas". Al final del agujero, se vuelve a encontrar con el Skull Kid, que le dice a Link que se ha librado de su caballo por no obedecerle y le transforma en un matorral Deku. Tras esto, huye apresuradamente junto con Tael, pero dejando a Taya atrás, que no consigue alcanzarlos. Taya acuerda ayudar a Link a encontrar a su amigo el Skull Kid para poder volver a reunirse con él y con su hermano.
Link sigue el rastro de su asaltante por una oscura y retorcida cueva hasta que llega a la Torre del reloj de Termina. Allí conoce al Vendedor de Máscaras Felices, que confiesa que le ha estado siguiendo durante algún tiempo y que puede ayudarle a recuperar su forma habitual a cambio de que este consiga la Máscara de Majora que el Skull Kid le robó. El Vendedor le aclara que se irá del pueblo en tres días, por lo que Link debe recuperar la máscara antes de ese tiempo. Link y Taya salen de la torre de reloj, en el centro de la Ciudad Reloj.
Es entonces cuando el protagonista se da cuenta de que Términa es una especie de tierra paralela a Hyrule y que los habitantes de cada uno de estos dos mundos, tienen su homólogo en el otro con diferentes estilos de vida y personalidades. Además, se entera de varios eventos que curiosamente coinciden con el límite de tres días establecido por el vendedor de máscaras: unos novios están a punto de casarse en secreto, un festival llamado Carnaval del Tiempo se va a celebrar en todo el pueblo...
Varios personajes advierten, además, que la luna está cada vez más cerca y que, finalmente, colisionará sobre Termina en el mismo plazo de tres días. Link después de varias consultas a los habitantes de Ciudad Reloj llega hasta el observatorio del astrónomo, que le muestra con su telescopio la ubicación del Skull Kid en lo más alto de la Torre del Reloj. Taya dice que la puerta a la parte alta de dicha torre se abre únicamente una vez al año: en la medianoche de la víspera del Carnaval del Tiempo, justo cuando termina el plazo de tres días.
El tiempo pasa y Link consigue llegar hasta el Skull Kid y Tael a las doce de la noche del tercer día. En ese momento no logra arrebatarle la máscara de Majora, pero consigue recuperar la Ocarina del Tiempo, la cual le había sido otorgada por la Princesa Zelda antes de dejar Hyrule. En ese mismo instante, conocedor de que el tiempo estaba a punto de acabarse y de que la luna está a punto de impactar sobre la tierra, Link recuerda la Canción del Tiempo que le enseñó Zelda y, tras tocarla, regresa atrás en el tiempo al amanecer del primero de los tres días en los que se desarrolla la historia.
Link y Taya vuelven donde el Vendedor de Máscaras, que le enseña a Link la Canción de la Curación, la cual "sella los espíritus inquietos y la magia maligna en máscaras, sin temor a ser poseído por la magia sellada en ellas". Esta devuelve a Link a su forma humana encerrando la forma de Deku en una máscara.
Link confiesa que no ha conseguido recuperar la máscara de Majora, cosa que enfurece al vendedor, que afirma que ese objeto tiene un demoniaco poder apocalítptico en su interior y que fue alguna vez usado por una antigua tribu en rituales de brujería. Esta tribu, temiendo catástrofes causadas por su gran poder, "ocultaron la máscara en las sombras para siempre" para evitar su mal uso. En uno de sus viajes, el vendedor logró hacerse con ella, pero el Skull Kid se la robó y ahora, manipulado por el poder que reside en ella, es responsable de que la luna vaya a caer sobre Términa, así como de otras muchas desgracias que padecen los habitantes del lugar.
Link viaja a los cuatro puntos cardinales de Términa en busca de los Cuatro Gigantes, los únicos con el poder suficiente como para sujetar la luna en el cielo.  En su periplo visita el pantano y el Bosque Catarata, el Pico Nevado, la Gran Bahía, y al Valle Ikana, enfrentándose con varios conflictos a resolver en cada lugar provocados directa o indirectamente por el Skull Kid y accediendo a templos antiguos en los que residen las claves para llamar a los Gigantes.
Link finalmente despierta de su letargo a los Cuatro Gigantes con una antigua canción llamada Oda al Orden en la medianoche del tercer día, consiguiendo evitar el cataclismo de la luna. En ese mismo momento, la máscara de Majora abandona al Skull Kid y, por primera vez mostrándose como el auténtico antagonista de la historia, entra en la luna para poseerla y volver a lanzarla contra la tierra. Link viaja al astro, presentado como un lugar onírico y extraño en el que un grupo de niños enmascarados juegan al escondite, y allí se enfrenta y vence a la máscara.
Tras esto, los Cuatro Gigantes devuelven la luna a su lugar y regresan a su sueño. Taya se reúne con su hermano Tael y con su querido amigo el Skull Kid. El vendedor de máscaras se marcha con la máscara de Majora, ya purificada de todo mal.
Finalmente Link abandona Términa a lomos de Epona mientras, por primera vez, amanece un nuevo día, el cuarto día: el día del esperado Carnaval del Tiempo.
El juego termina con una imagen en la que, en un tocón de un árbol, se ve un dibujo hecho a mano de Link, Taya, Tael, el Skull Kid y los Cuatro Gigantes mientras suenan unas notas de la Canción de Saria, de The Legend of Zelda: Ocarina of Time, cerrando así la gran metáfora en torno a la amistad que se ha ido transmitiendo a lo largo de la historia.
Esta escena final y varios diálogos de los personajes hacen deducir que el Skull Kid de este juego es el mismo al que Link le enseña la Canción de Saria en The Legend of Zelda: Ocarina of Time en los Bosques Perdidos. Esto se debe a que cuando el Skull Kid roba la Ocarina del Tiempo farfulla algo que da a entender que conoce al protagonista de antes ("este chico...") y a que, al final, antes de los crédito, entre risas, dice: "Tú hueles igual al niño que me enseñó aquella canción en los bosques". "Aquella" puede referirse a la Canción de Saria, explicando así el motivo por el que suena en el epílogo juego.

### Personajes

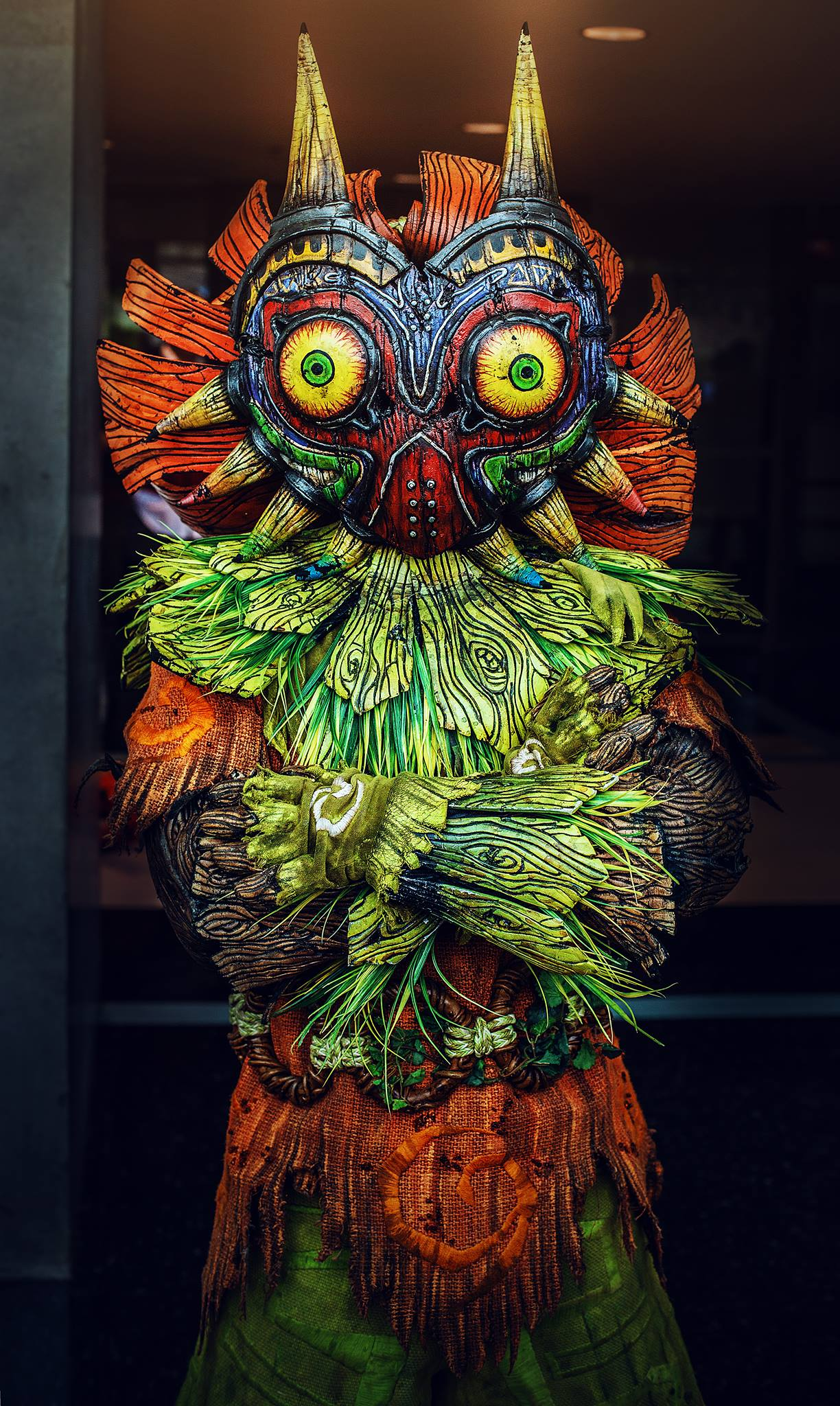
Cosplay de Skull Kid en el World Cosplay Summit

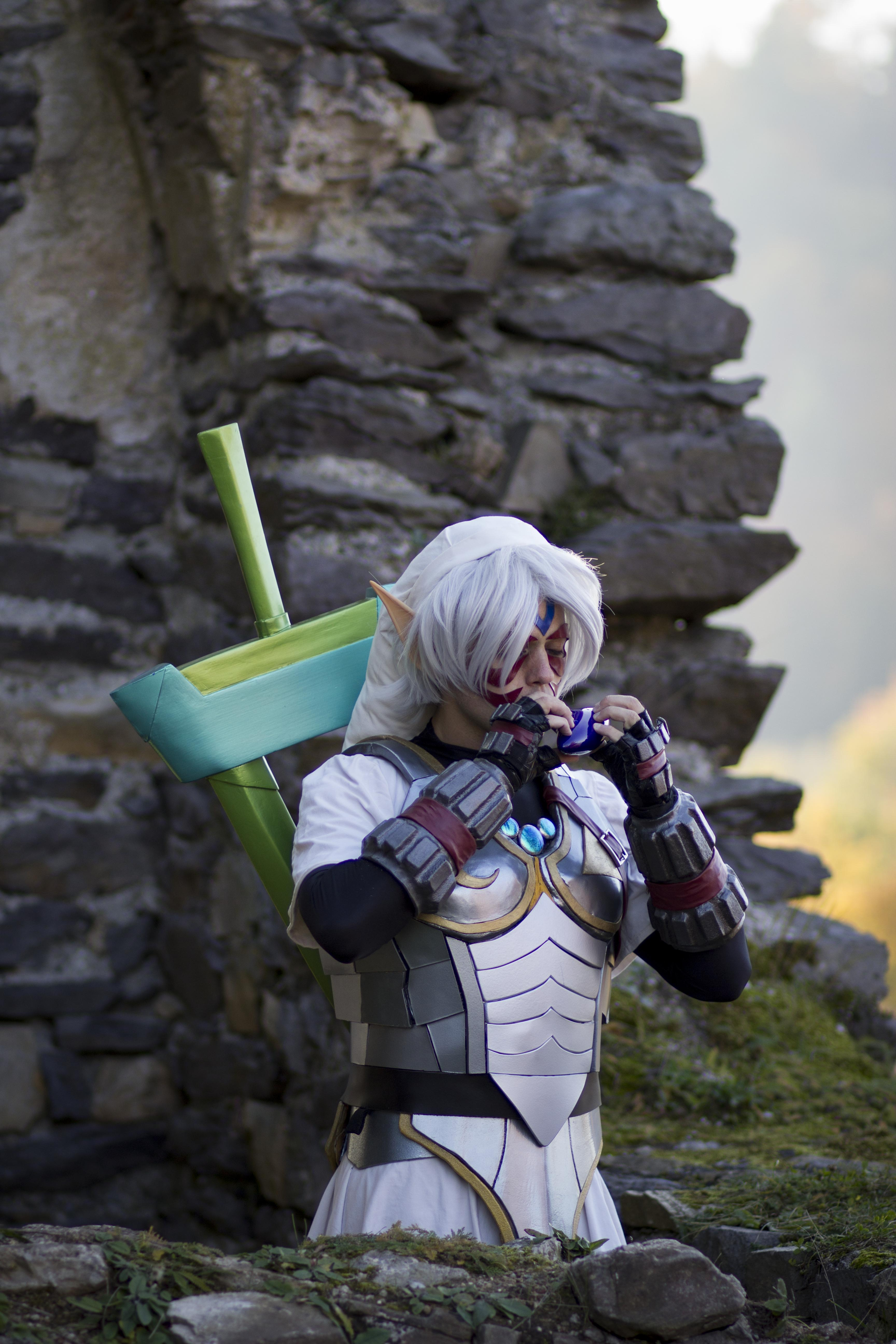
Cosplay de Link transformado con la máscara de la Fiera Deidad.

El juego transcurre en Términa (タルミナ?), una versión alternativa de Hyrule. Por este motivo, la mayor parte de los personajes de The Legend of Zelda: Ocarina of Time son reutilizados en este título. Sin embargo, no conservan las mismas personalidades. Por ejemplo las versiones jóvenes y adultas de Malon de The Legend of Zelda: Ocarina of Time aparecen como unas hermanas llamadas Romani y Cremia; el vagabundo de Hyrule, en Términa administra el banco de Ciudad Reloj; la dama de los cuccos, que ahora se llama Anju, protagoniza con Kafei una sub-historia de amor prohibido... El juego también presenta por primera vez a Tingle, un extravagante personaje que cree ser un hada del bosque y que se gana la vida dibujando y vendiendo mapas para ayudar a su padre, el jefe del embarcadero turístico del Pantano.
Las cinco áreas principales de las que se compone el mundo de Términa representan las cinco fases del duelo: Ciudad Reloj equivaldría a la negación, pues los habitantes de este lugar, a pesar de ver cómo la luna se acerca cada vez más, no quieren admitir lo que está sucediendo y prefieren seguir con sus vidas y preparando el Carnaval; la zona pantanosa del sur es una representación de la ira a través de la tribu Deku que la habita, que busca desesperadamente un culpable a todos sus problemas hasta el punto de querer asesinar a un mono a modo de chivo expiatorio; el Pico Nevado del norte sería la negociación con la realidad, pues allí la tribu Goron, que se está congelando y muriendo de hambre, aún cree que su líder Darmani volverá de entre los muertos para salvarles; la Gran Bahía del oeste sería el dolor, pues allí todos los Zora viven entristecidos por la muerte del admirado músico y héroe local Mikau; y el Cañón de Ikana del este sería, finalmente, la aceptación, pues se trata de un lugar yerto en el que ya no queda ninguna máscara que obtener y en el que prácticamente el único ser vivo es Link.
Los diseñadores de esta entrega de The Legend of Zelda dieron una gran importancia a las historias secundarias protagonizadas por los distintos habitantes que pueblan Términa y que transcurren justamente en las 72 horas de las que dispone Link para salvar el mundo. De este modo el jugador establece una relación de empatía con ellos y, no solo se siente responsable de una gran gesta como la de evitar que la luna caiga sobre la tierra, sino también de lograr, cumpliendo dicha misión, que las historias y planes de los personajes lleguen a buen término (por ejemplo que Anju y Kafei consigan casarse, que la niña Pamela pueda reunirse con su padre o que, por fin, la banda de los Zora consiga tocar durante el Carnaval del Tiempo).

## Producción

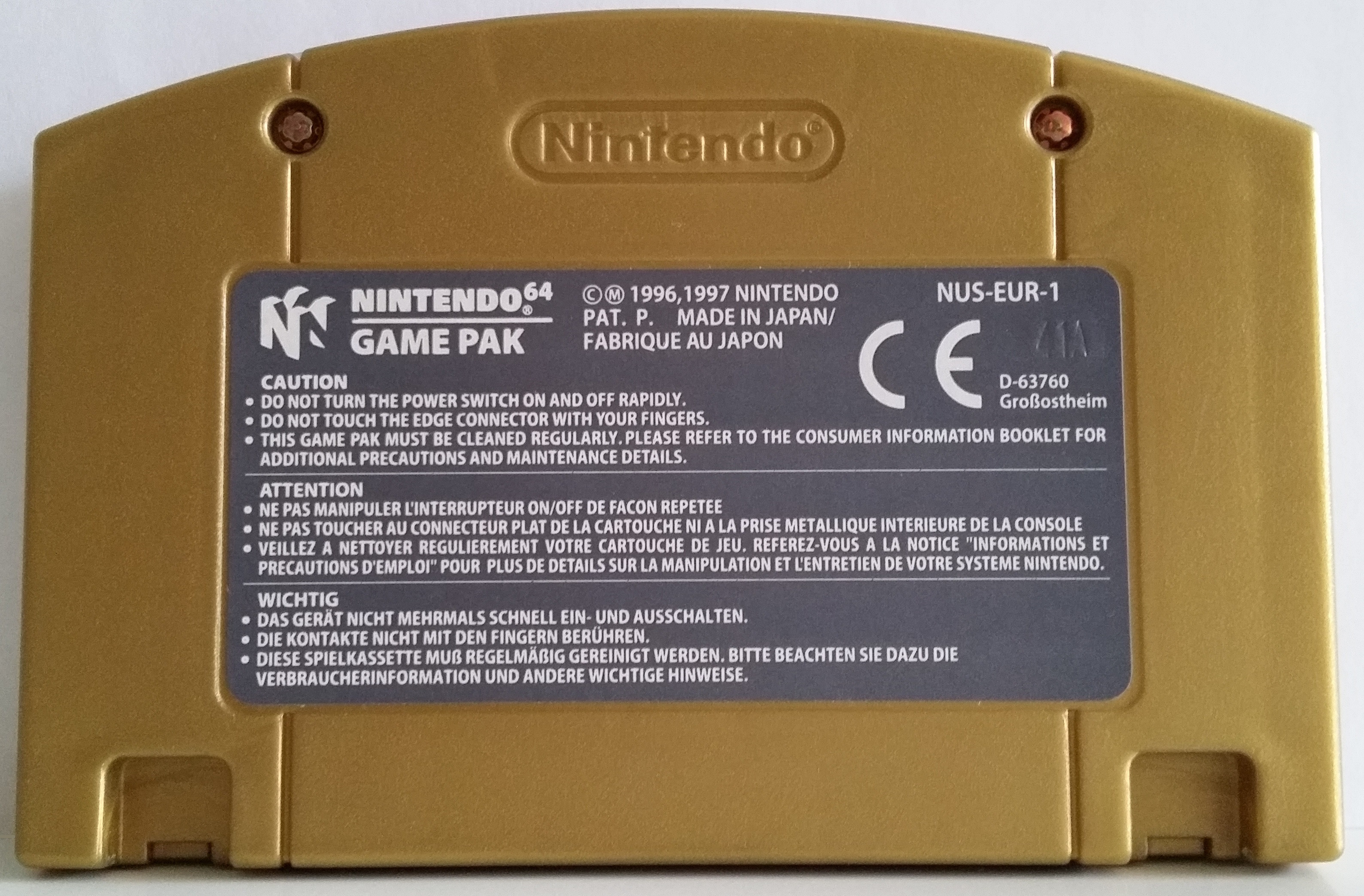
Cartucho dorado de Majora's Mask

Cinco años transcurrieron desde el lanzamiento de Link's Awakening (1993) para el estreno de Ocarina of Time, título para el cual Nintendo destinó cuatro años en su desarrollo. A partir de su motor de juego y gráficos, un equipo reducido de empleados de la empresa nipona logró producir Majora's Mask en solamente 14 meses. En palabras del director Eiji Aonuma, les resultó «difícil» resolver qué tipo de juego podría continuar la serie tras el notable éxito comercial de Ocarina of Time. 
Originalmente, Miyamoto se acercó a Aonuma para plantearle una idea de «segunda aventura» utilizando el mundo del anterior juego. La idea original era la de crear una reinterpretación del aclamado Ocarina of Time, donde las mazmorras estarían redistribuidas y los enemigos serían más difíciles, pero Aonuma presentó quejas a esa idea casi instantáneamente. «No podía encontrarle lo interesante», dice Aonuma en una entrevista con Satoru Iwata, el antiguo CEO de Nintendo. «Tuve que armarme de coraje y preguntarle a Miyamoto-san si era posible enfocarnos en hacer un nuevo juego, y me respondió que sí, con tal que lo pudiese entregar en un año».
Desde un inicio, pensaron en una mecánica en la que la trama tuviese una duración limitada a tres días, ya que de esa forma «el contenido sería más compacto, sin que esto afectase la complejidad del sistema de juego». Shigeru Miyamoto y Yoshiaki Koizumi fueron los responsables de escribir la historia, luego desarrollada a detalle por Mitsuhiro Takano. De los primeros surgió también la idea del «ciclo de tres días» del sistema de juego. Al respecto, Miyamoto comentó: «En Majora's Mask añadimos otro eje llamado "tiempo". Nuestra intención es que el jugador se familiarice con los sucesos que pasan en esos tres días, y decidan qué van hacer en ese mundo que están explorando. Ese fue el principal objetivo de este juego».
La primera vez que se dio a conocer Majora's Mask ante la prensa ocurrió en mayo de 1999, cuando la revista Famitsu reveló en uno de sus artículos que Nintendo estaba desarrollando un juego de Zelda para la expansión japonesa 64DD. En ese entonces, el proyecto llevaba por nombre «Ura Zelda» —la primera palabra puede traducirse de forma literal al español como «oculto» o «detrás»—, y era considerado como una expansión de Ocarina of Time aunque con nuevos niveles y escenarios, de forma similar a la segunda partida o misión del primer juego de la serie. Al mes siguiente, Nintendo anunció la presentación de una versión demo de Zelda: Gaiden —trad. literal: «Zelda: La historia complementaria»— en la exhibición Nintendo Space World de agosto de 1999. Se especuló que Zelda: Gaiden iba a ser el título definitivo de la nueva entrega.
A mediados de 1999 se presentaron las primeras imágenes del contenido de Zelda: Gaiden. Entre ellas aparecieron el reloj que controla el centro de Clock Town, el contador de tiempo en la parte inferior de la pantalla y la máscara Goron. Se dio a conocer de igual forma que Link sería capaz de transformarse físicamente con ayuda de unas máscaras, además de otros detalles relacionados con el argumento. El eventual anuncio de Miyamoto de que Ura Zelda y Zelda: Gaiden iban a ser dos títulos por separado provocó confusión en algunos medios, que empezaron a especular si uno de estos juegos sería un derivado de Ura Zelda, si estarían interconectados de alguna manera, o si no tendrían ninguna relación entre sí simplemente. Al final resultó que Ura Zelda pasaría a ser Ocarina of Time Master Quest, juego distribuido fuera de Japón en un disco adicional para la consola GameCube, destinado a todos aquellos compradores que apartaron The Wind Waker en EE. UU. antes de su venta y como disco accesorio comercializado junto con el mismo juego, antes mencionado, en territorio europeo.
En noviembre de 1999, Nintendo dio a conocer que Zelda: Gaiden sería lanzado en la próxima temporada navideña y algunos meses después, en marzo de 2000, reveló el título definitivo del juego: Zelda no Densetsu Mujura no Kamen en Japón, y The Legend of Zelda: Majora's Mask en los demás países.

### Características técnicas

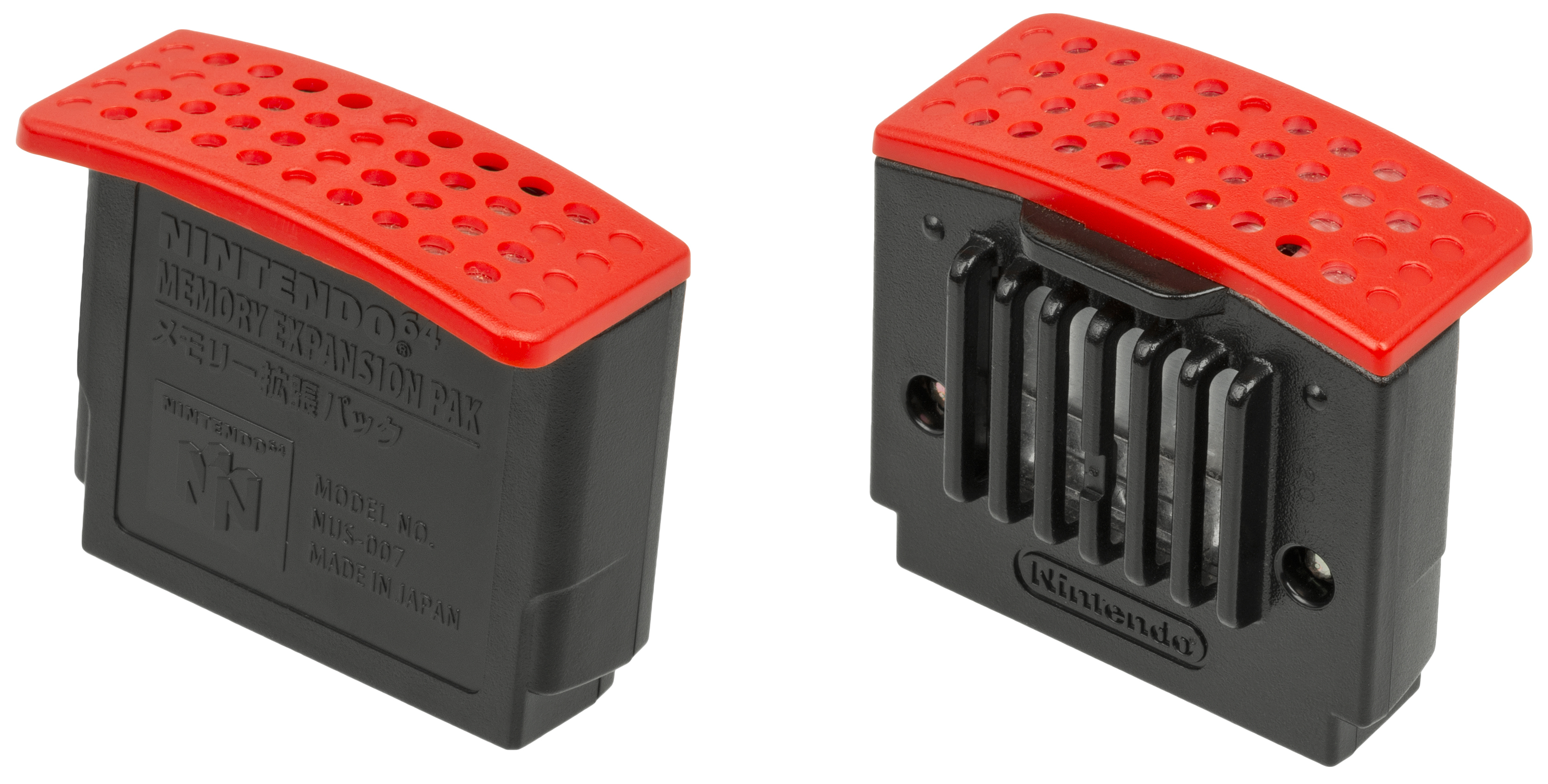
El Expansion Pak ofrecía mejorías en el sistema

Si bien Majora's Mask fue diseñado con el mismo motor de Ocarina of Time, utiliza una versión actualizada de aquel. Otra diferencia importante con dicho título es su requerimiento de un Expansion Pak de 4 MB. El portal web IGN supuso que esta necesidad de espacio adicional de almacenamiento podría deberse a que originalmente el juego fue concebido para la expansión Nintendo 64DD, que necesitaba de 4 MB de RAM. El Expansion Pak posibilita la incorporación de draw distances más amplias, niveles de iluminación más precisos, mapeado de texturas y animaciones con mayores detalles, así como efectos tipo framebuffer más complejos como por ejemplo el motion blur. Como resultado, en Majora's Mask el jugador puede observar objetos ubicados a mayores distancias a diferencia de Ocarina of Time, en el cual se utilizó una técnica de difuminado de las imágenes —efecto de niebla— para oscurecer áreas distantes. En su reseña, IGN hizo mención del diseño de la textura en general del juego, y si bien la calificó como «una de las mejores creadas para Nintendo 64», también criticó que a pesar de ello algunas tienen una baja resolución.

### Banda sonora
Kōji Kondō y Tōru Minegishi compusieron la banda sonora del juego, conformada por pistas derivadas de las del juego Ocarina of Time principalmente, así como temas tradicionales de la serie y algunos otros inéditos. En opinión de Kondō, la música de Majora's Mask evoca los sonidos de «una ópera china exótica». Una característica notable de la melodía de Clock Town es que cambia a medida que transcurre el ciclo de tres días del juego. Tiene un total de tres variaciones, una para cada día. El tempo se vuelve más rápido en cada variación sucesiva, lo cual da la percepción de que el tiempo transcurre más rápido después del primer día.
La banda sonora comenzó a distribuirse comercialmente a partir del 23 de junio de 2000. Contiene dos discos con los 112 temas que aparecen en el juego.

### Otras versiones
La primera adaptación de Majora's Mask para otra consola fue como parte del disco exclusivo The Legend of Zelda: Collector's Edition para la GameCube, que incluía además de este otros tres juegos de Zelda y una versión demo de The Wind Waker. Se trató de una versión emulada del juego original para la Nintendo 64, que podía reproducirse físicamente en formato de CD en la GameCube. Podía adquirirse en un paquete promocional que incluyó una consola GameCube, ya sea mediante una oferta especial de suscripción a la revista Nintendo Power o por medio del sitio web oficial de Nintendo. Esta oferta expiró a principios de 2004. Esta versión no difería mucho del juego original, excepto por algunos cambios menores en la distribución de los íconos en pantalla para cada botón, de acuerdo al mando de la GameCube. Si bien presentó algunos problemas relacionados con el audio original producto de la propia emulación según Nintendo, los niveles de resolución y de escaneo progresivo son ligeramente mayores en esta edición. Su siguiente lanzamiento, esta vez en formato digital, ocurrió en abril de 2009 cuando Nintendo la incluyó en la Consola Virtual de la Wii en Europa, Australia y Japón. Al mes siguiente estuvo disponible en el continente americano. Años después, en 2012, Club Nintendo ofreció a sus miembros la posibilidad de descargar una copia del juego para esta misma consola.

### Adaptación para la Nintendo 3DS
Tras el lanzamiento de la versión para 3DS de Ocarina of Time en 2011, Aonuma explicó que una adaptación de Majora's Mask para la misma consola portátil «no es una imposibilidad», aunque sugirió que su realización dependería del interés o de la demanda del mercado. Como resultado, algunos seguidores de la serie organizaron una campaña publicitaria a la que titularon «Operation Moonfall», con el objetivo de promover la producción de una nueva adaptación de Majora's Mask. El nombre de la campaña alude a otra similar denominada «Operation Rainfall», realizada antes también por fanáticos para convencer a Nintendo of America de lanzar un conjunto de tres videojuegos de rol para la consola Wii. La campaña Moonfall consiguió un total de 10 000 firmas en cinco días para su petición. Una vez atendida su petición, Nintendo of America publicó el siguiente comunicado: «Con el riesgo de desalentarlos, la empresa debe ser clara al señalar que no hay ningún anuncio oficial relacionado con una adaptación de The Legend of Zelda: Majora's Mask para la Nintendo 3DS. Sin embargo, nos agrada escuchar lo que nuestros clientes consideran importante para ellos». En noviembre de 2011, como parte de una entrevista concedida a GamesRadar, Aonuma se refirió a la campaña Moonfall, compartiéndole a los fanáticos su interés en retomar tal petición en un futuro. En el evento E3 de 2012, Miyamoto explicó que Nintendo aún estaba considerando una posible adaptación del juego, algo que volvió a citar en el mismo evento de 2013.
Finalmente, en noviembre de 2014, Nintendo anunció oficialmente la adaptación de Majora's Mask para la 3DS, con un estreno contemplado para el primer semestre de 2015. Al igual que ocurriese con la versión de 2011 de Ocarina of Time, esta adaptación contará con mejoras en el diseño de los personajes y gráficos estereoscópicos en 3D.
Dentro de sus novedades se encuentra el uso del C-Stick de la Nueva New Nintendo 3DS, además de incluir las piedras de visión del remake de Ocarina of time.

## Estreno
Este juego se estrenó pocos años después del lanzamiento del Nintendo 64, y como normalmente ocurre se vendieron paquetes especiales para Europa, Asia y a veces América. Incluso uno de ellos lanzado solo para Japón, dicho incluía la Máscara de Majora.

## Recepción

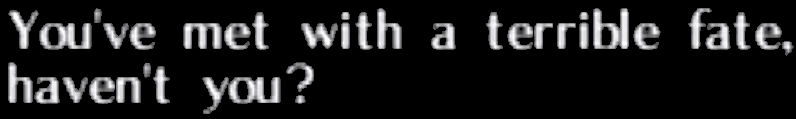
"You've met with a terrible fate, haven't you?". Una de las frases del juego que ganó mucha popularidad gracias al creepypasta Ben Drowned.

Al igual que Ocarina of Time, varios medios le dieron buenas críticas a Majora's Mask. En el sitio web GameRankings, que recopila reseñas y evaluaciones de distintas publicaciones sobre la base de las cuales calcula su evaluación, tiene un puntaje de 91,95 % de un total de 33 calificaciones.
Para algunos críticos, como es el caso de la revista Edge y del sitio web GamePro, contiene una de las tramas más «extrañas y tristes de Zelda», que resulta «surrealista, escalofríante, profunda e intrigante» para el jugador. Game Informer destacó el sistema de juego restrictivo en los que Link debe completar su aventura en tres días, el cual calificó como «uno de los conceptos más originales de cualquier videojuego», además de citar al juego en general como «la máxima aventura que la Nintendo 64 nos puede ofrecer».
Un punto en común en varias reseñas fue la comparación de este juego con su predecesor, Ocarina of Time, el cual es considerado como uno de los mejores videojuegos de la historia. Por ejemplo, la publicación N64 Magazine resumió en su evaluación lo siguiente: «se ha dicho que Majora's Mask sería opacada por Ocarina of Time. Y al contrario, ha brillado de forma destacable», mientras que GameSpot resaltó el mayor nivel de dificultad que posee su sistema de juego a diferencia del ofrecido por Ocarina of Time. De acuerdo a la revista en español MeriStation: «La estética aún más catastrofista [de los gráficos del juego], con la tensión que produce jugar a contrarreloj, volver al pasado para conseguir llegar a tiempo al lugar que te has fijado, o simplemente, potenciar tu armamento, aumentan tus horas de impavidez delante la pantalla [...] Inefable, grande y largo». Para el sitio web IGN, su éxito es comparable al alcanzado por el Episodio V de la serie Star Wars en 1980. En su reseña, su editor comentó: «aunque Majora's Mask forma parte de la misma franquicia, [su trama] es más astuta, oscura y mucho mejor [que la de los juegos anteriores]». A lo anterior puede añadirse la consideración hecha por GamePro, al comentar que Majora's Mask sirvió como la «prueba que demostró que la N64 todavía tiene su magia».
Una crítica negativa que aparece comúnmente en algunas reseñas sobre el juego es que este no resulta tan accesible como Ocarina of Time. Por ejemplo GameSpot, que anteriormente había calificado con su máxima puntuación a Ocarina of Time, le dio un 8,3 de 10 a Majora's Mask. En su evaluación comentó que «para aquellos que se concentran en las misiones secundarias, [su experiencia podría] resultar tediosa y ligeramente fuera de lugar». Si bien Game Revolution opinó de forma similar, al decir que «toma un poco de tiempo adentrarse en este Zelda [en comparación a los anteriores]», «hay momentos en los que el juego consigue atraparte con todo y sus complejidades y misterios, y eso es lo que hace que valga la pena».
Está en la séptima posición de la lista de los mejores juegos elaborada por Electronic Gaming Monthly, misma en la que Ocarina of Time ocupa el octavo sitio. En 2001 ocupó el 68° puesto de la lista de los «mejores 100 juegos de todos los tiempos» elaborada por Game Informer, y nuevamente apareció como el 63° mejor videojuego de un total de 200 títulos distintos, clasificados por la misma publicación en 2009. En su momento, Nintendo Power lo escogió como el quinto mejor juego de Nintendo. La revista Official Nintendo Magazine lo añadió en la 45° posición de los «mejores 100 juegos de Nintendo de todos los tiempos», mientras que en 2005 algunos usuarios de GameFAQs lo ubicaron como el 47° mejor videojuego de un total de 100 títulos. A finales de 2010, en el mismo sitio web anterior, Majora's Mask fue votado como el «Juego de la década (2000-2009)». Al año siguiente, en una competencia estilo torneo organizada por IGN, se le distinguió como el segundo mejor juego de The Legend of Zelda, solamente superado por Ocarina of Time.